# Каппель-Графенгаузен
Каппель-Графенгаузен (нім. Kappel-Grafenhausen) — громада в Німеччині, знаходиться в землі Баден-Вюртемберг. Підпорядковується адміністративному округу Фрайбург. Входить до складу району Ортенау.
Площа — 25,72 км2. Населення становить 5140 ос. (станом на 31 грудня 2020).